# Arild Østbø
Arild Østbø (ur. 19 kwietnia 1991 w Stavanger) – norweski piłkarz grający na pozycji bramkarza w Rosenborg BK.

## Kariera klubowa

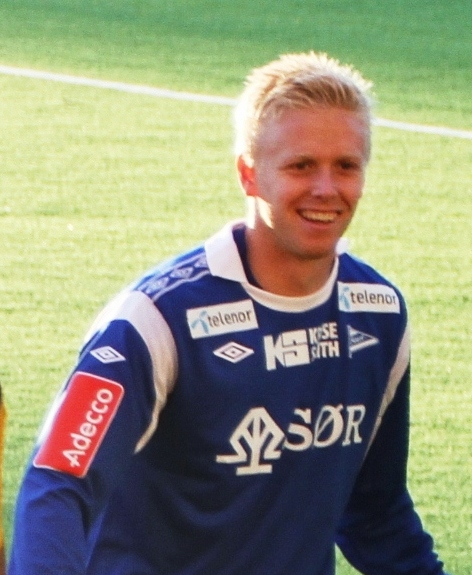
Østbø w barwach IK Start

Østbø rozpoczął karierę juniorską w Buøy IL. Później trafił do Viking FK. Grał w tym klubie co najmniej od 2005. Do pierwszej drużyny tego zespołu został włączony w 2008, a zadebiutował w tym samym roku w meczu Pucharu Norwegii. W lidze zadebiutował w październiku 2010 w meczu z Strømsgodset IF. W latach 2009–2010 przebywał na wypożyczeniu w Sandnes Ulf, które skończyło się po kupieniu Bo Andersena.
Po tym, jak Alexander Lund Hansen przeszedł ze IK Start do Rosenborga, Østbø został wypożyczony na sezon do tego klubu, by go zastąpić. Zadebiutował w tym klubie 26 sierpnia 2012 w meczu ze Strømmen IF.
Przed sezonem 2013 podstawowy bramkarz Vikingu Rune Jarstein chciał wyjechać za granicę. Nie znalazł jednak klubu, więc Østbø został wystawiony na listę transferową do wypożyczenia. 22 lutego 2013 został wypożyczony do końca sezonu do Strømmen IF. Po zakończeniu okresu wypożyczenia był gotowy do powrotu do Vikingu jako następca Jarsteina.
W listopadzie 2015 podpisał trzyletni kontrakt z Sarpsborg 08 FF. W styczniu 2017 podpisał trzyletni kontrakt z Rosenborg BK.

## Kariera reprezentacyjna
Od 2010 gra w reprezentacji U-21. W maju 2013 znalazł się w szerokiej kadrze na mistrzostwa Europy do lat 21 2013. Dwa tygodnie później ogłoszono, że Østbø jest w grupie 23 zawodników, którzy ostatecznie wybiorą się na mistrzostwa. Zagrał w jednym meczu tej imprezy – w zremisowanym 1:1 spotkaniu z Włochami i zdobył brązowy medal.